# 당송팔대가
당송팔대가(唐宋八大家)는 중국 당(唐)나라와 송(宋)나라의 뛰어난 문장가 여덟 명을 가리키는 말이다. 당송팔대가는 다음과 같다.
- 당나라
  - 한유(韓愈)
  - 유종원(柳宗元)
- 송나라
  - 구양수(歐陽修)
  - 소순(蘇洵)
  - 소동파(蘇東坡)
  - 소철(蘇轍)
  - 증공(曾鞏)
  - 왕안석(王安石)

여덟 사람 중, 소순·소동파·소철은 부자형제 사이이며, 묶어서 삼소(三蘇)라 부른다.